# Andrine Tomter
Andrine Tomter (Drøbak, 1995. február 5. –) norvég női válogatott labdarúgó. A Vålerenga védője.

## Pályafutása

### Klubcsapatokban
Szülőhelyén Drøbakban kezdte a labdarúgást, majd 13 évesen került a Kolbotn csapatához. 2016-ban két szezonon keresztül játszott az Avaldsnes kötelékében és bajnoki ezüstérmet valamint két kupagyőzelmet szerzett klubjával. A holland FC Twente ajánlatát elfogadva 2017-ben a holland bajnokságban 23 meccsen lépett pályára és a második helyet abszolválta az enschedei csapattal.

### A válogatottban
A korosztályos válogatottakat végigjárva 2014. január 14-én 12. percet kapott első felnőtt mérkőzésén, melyet Spanyolország ellen 2–1 arányban nyert meg csapata.

## Sikerei

### Klubcsapatokban
Norvég bajnoki ezüstérmes (3):
- Avaldsnes (2): 2016, 2017
- Vålerenga (1): 2019

 Norvég kupagyőztes (1):
- Avaldsnes (1): 2017

 Holland bajnoki ezüstérmes (1):
- FC Twente (1): 2017–18